# 아콩카과산
아콩카과산(스페인어: Cerro Aconcagua, 문화어: 아꼰까과산) 또는 아콩카과산은 아르헨티나 서쪽 멘도사주에 위치한 산이다. 산후안주에서 5km, 칠레와의 국경에서 15 km 떨어져 있으며, 멘도사시에선 북서쪽으로 112 km 지점에 위치해 있다. 안데스산맥의 최고봉으로써 남아메리카 대륙에서 가장 높으며, 아시아를 제외한 모든 대륙의 산 중에서 가장 높다. 하나의 거대한 바위덩어리로 이뤄져 있다.

## 갤러리

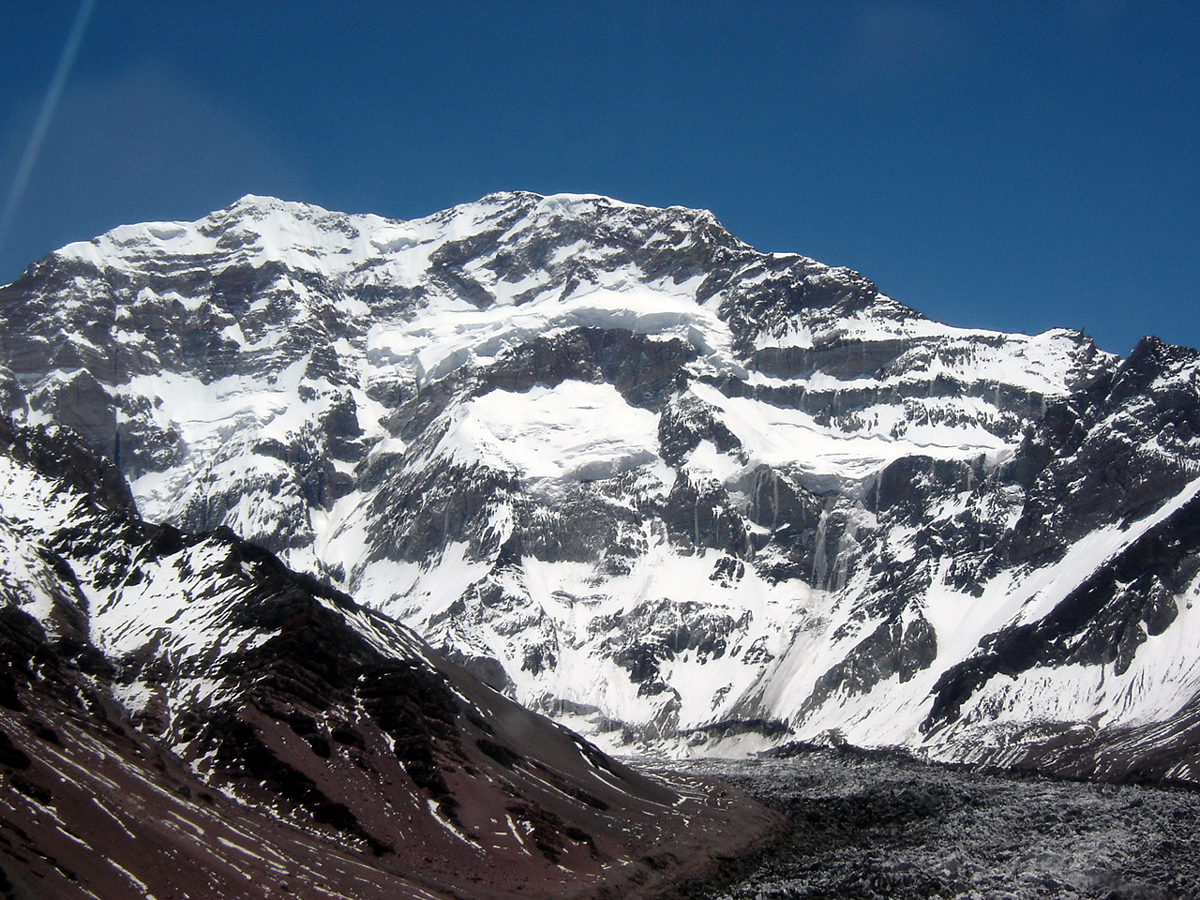
호르코네스 빙하
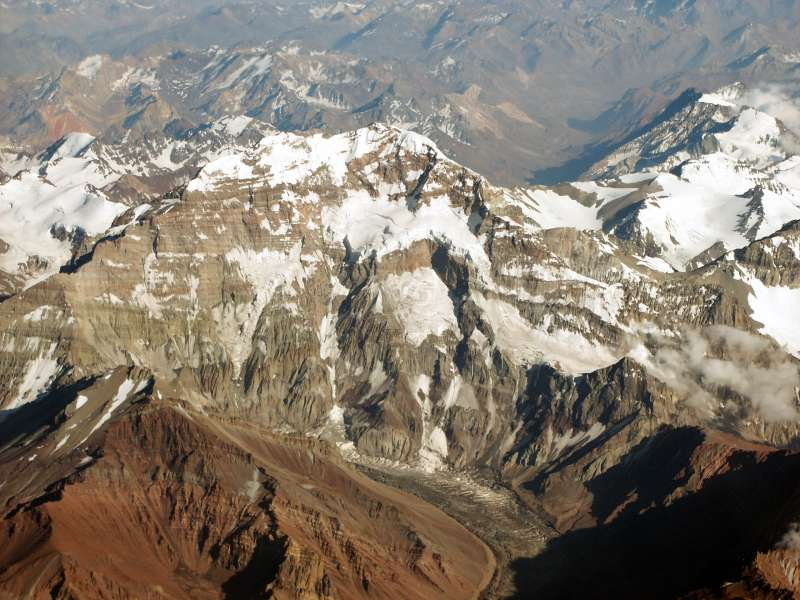
남쪽 정상에서 본 모습
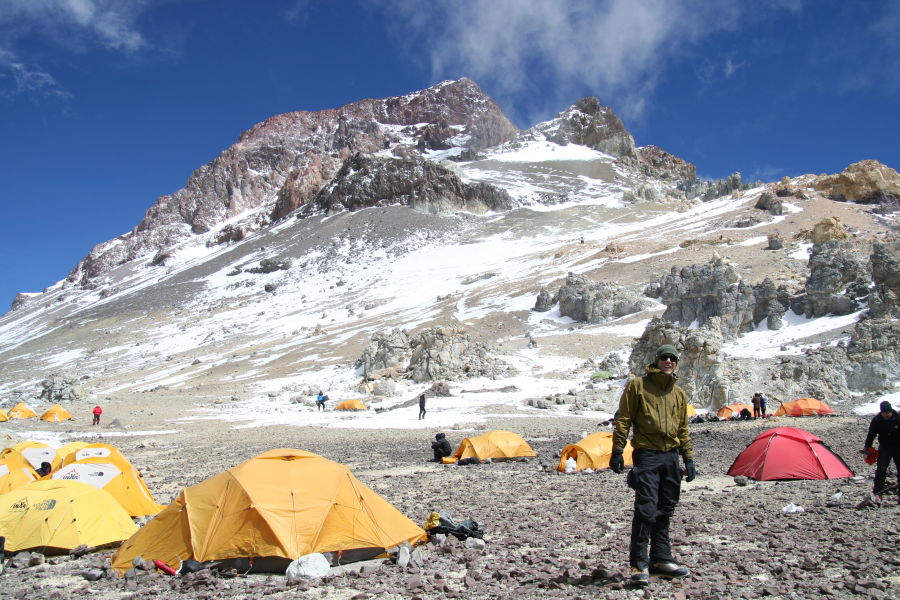
콜레라 캠프와 정상
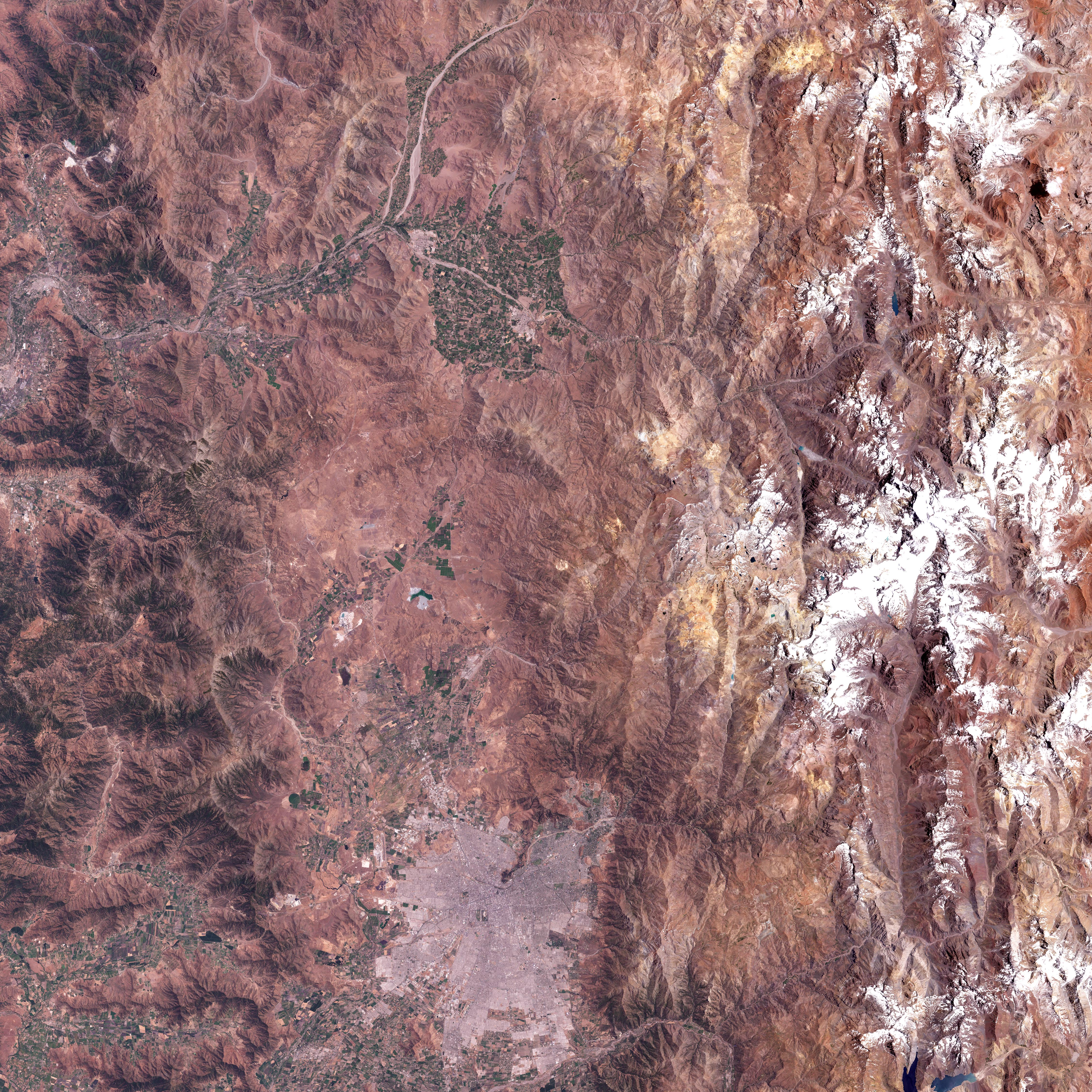
아콩카과 지역의 위성 사진
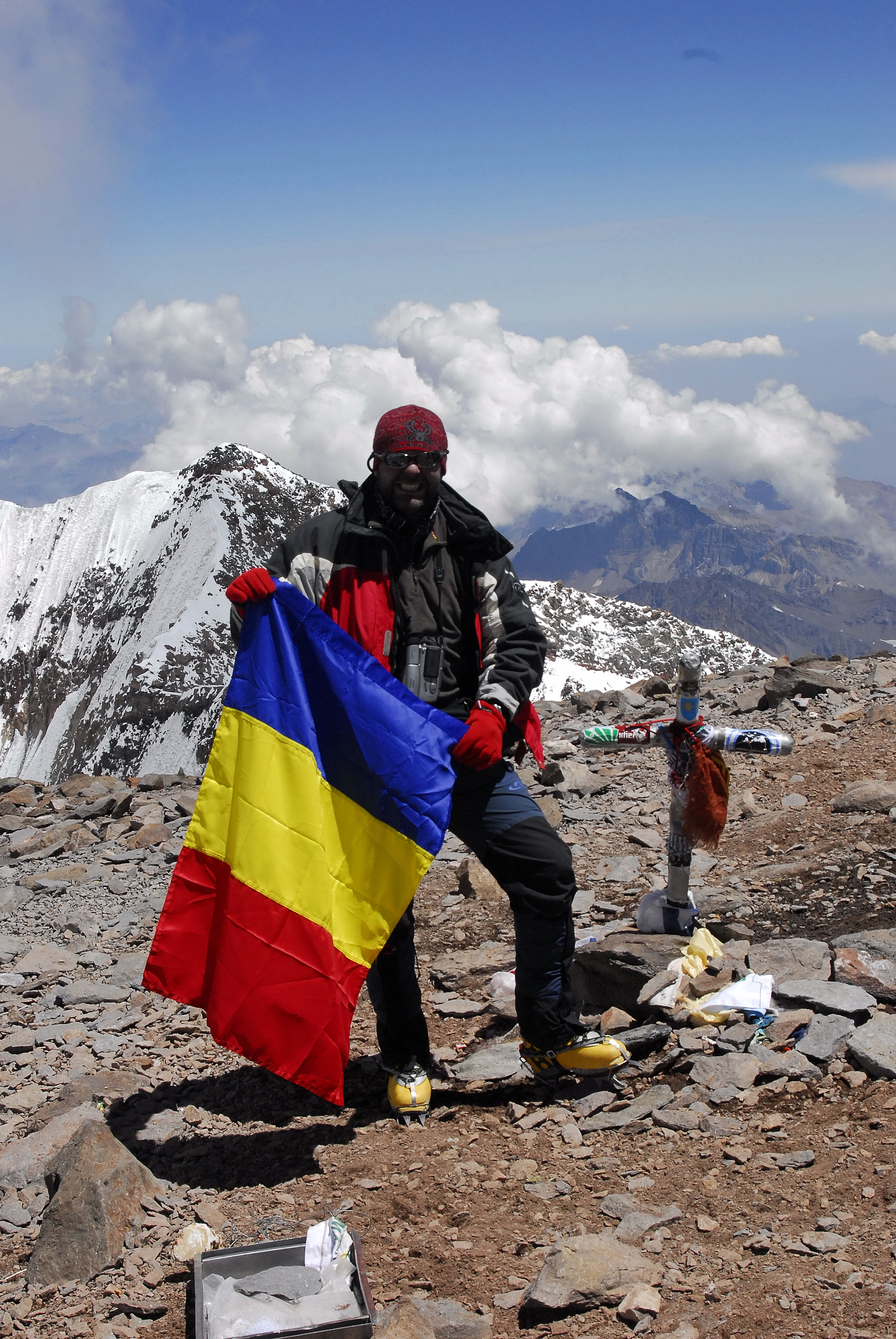
아콩카과의 정상

## 같이 보기
- 칠대륙 최고봉
- 오호스델살라도산